# マハーパドマ
マハーパドマ（महापद्म, Mahapadma）は、古代インドのマガダ国に興ったナンダ朝の最初の王とされる。史書『マハーヴォディヴァンサ』では、ナンダ朝の始祖をウグラセーナ（उग्रसेन, Ugrasena：「恐ろしい軍隊を有する王」の意）と呼んでいる。

## 来歴
マハーパドマの出自については、
- マハーパドマは、シシュナーガ朝の最後の王であるマハーナンディン王とシュードラ女性の子であった（プラーナ文献）
- ナンダ朝の始祖は、理髪師と娼婦の子であった（ジャイナ教文献）
- ナンダ朝の始祖は、理髪師と王妃の子であった（ギリシア人クルティウスの記録）

というように、記録が一致せずはっきりしない。即位年代についても、紀元前382年とする説（F・E・Pargiter）や、紀元前364年とする説（R・K・Mookerji）などがあって、確定されていない。プラーナ文献では、マハーパドマは88年間王位にあったとされ、伝説的である。しかし、後世のカリンガ国の伝承やクンタラ地方（デカン高原西部）の伝承や碑文にはナンダ王の支配に言及するものがあり、実在の人物である可能性が高い。
プラーナ文献において、マハーパドマは、北インドにおけるクシャトリヤ出身の古い王朝を次々に滅ぼした、恐ろしいシュードラの王として伝えられている。また、ヴェーダの権威を認めない自由思想家や新宗教家たちを保護し、カリユガ（破滅の時代）の到来であった、というようにかなり否定的に描かれている。
このマハーパドマ王の治世に、マケドニア王国テメノス朝のバシレウスであるアレクサンドロス3世がパンジャーブ地方に進攻したが、ナンダ朝の国力を強大と判断して、戦争を避けたとされる。また、マハーパドマ王はカリンガ国を征服し、戦利品としてジャイナ教のジナの像を持ち帰った。コーサラ国も、マハーパドマに屈服していた可能性があるとされている。
マハーパドマのあと、王位は長子のスカルパが嗣いだと、プラーナ文献には述べられている。